# Through the line
TTL (скорочення від англ. through the line — крізь лінію) — рекламний термін перехідного періоду, що зв'язує два підходи до сегментації каналів комунікацій: традиційний, з розділом усіх витрат на просування на ATL і BTL, і інтегрований, який зрівнює в правах всі інструменти просування. Кажучи про TTL, як правило, мають на увазі «змішування» декількох каналів комунікації для донесення єдиного рекламного повідомлення, що при грамотному плануванні стає важливим аргументом рекламодавця в постійній боротьбі за увагу споживача. Позначає кампанію, в якій одночасно задіяні засоби ATL, BTL, івент маркетингу тощо. 
Гарним прикладом може бути промоакція типу «приз під кришкою» з використанням різних каналів комунікації, у тому числі медіа — для залучення споживача до програми. При цьому призом акції є квиток на концерт популярної групи, організатором якого є просуваний бренд.
Саме можливість об'єднання широкого охоплення цільової аудиторії (традиційна парафія ATL) і індивідуального контакту зі споживачем («коник» BTL) є ключовою перевагою TTL-комунікацій.
TTL-комунікації особливо актуальні для сегменту FMCG — максимально старого і максимально конкурентного ринку. Інша з потреб вживання TTL-сфера — ринок телекомунікацій; в Україні він є одним з тих, що розвиваються найдинамічніше.

## Джерело
- Стаття про TTL[недоступне посилання з червня 2019] комунікації.